# Jorge Ortiz Mendoza
Jorge Ortiz Mendoza (Villacañas, 25 aprile 1992) è un calciatore spagnolo, centrocampista del Mumbai City.

## Carriera
Nato a Villacañas in Castiglia-La Mancia, Ortiz è un prodotto delle giovanili del Getafe, ma ha esordito come calciatore con il Madridejos in Tercera División. Nell'estate del 2012, si trasferisce all'Albacete, che lo inserisce nella seconda squadra che milita in quarta divisione.
Il 18 gennaio 2013, Ortiz si accasa al Villarrobledo. Il 23 agosto successivo, si trasferisce all'Inter de Madrid.
Il 21 giugno 2014, Ortiz viene acquistato dall'Alcorcón, giocando con la seconda squadra in quarta divisione. Ha esordito in prima squadra il 24 maggio 2015, sostituendo a Facundo Guichón nel secondo tempo dell'incontro perso 0-3 in casa contro il Betis, nel campionato di Segunda División.
Il 9 luglio 2015, Ortiz viene acquistato dal Fuenlabrada. L'anno successivo, ha firmato un contratto biennale con il Real Oviedo.
Più tardi, ha giocato in squadre minori come Atlético Madrid "B", Leonesa ed Atlético Baleares. Il 6 agosto 2020 viene tesserato, da svincolato, dal FC Goa, formazione militante nella Indian Super League. Il 26 aprile 2021, segna il gol del momentaneo 0-1 contro l'Al-Rayyan (la partita poi terminerà con il risultato di 1-1), nella AFC Champions League 2021.

## Statistiche

### Presenze e reti nei club
Statistiche aggiornate al 30 aprile 2025.
| Stagione              | Squadra                | Campionato            | Campionato | Campionato | Coppe nazionali | Coppe nazionali | Coppe nazionali | Coppe continentali | Coppe continentali | Coppe continentali | Altre coppe | Altre coppe | Altre coppe | Totale | Totale |
| Stagione              | Squadra                | Comp                  | Pres       | Reti       | Comp            | Pres            | Reti            | Comp               | Pres               | Reti               | Comp        | Pres        | Reti        | Pres   | Reti   |
| --------------------- | ---------------------- | --------------------- | ---------- | ---------- | --------------- | --------------- | --------------- | ------------------ | ------------------ | ------------------ | ----------- | ----------- | ----------- | ------ | ------ |
| 2014-2015             | Alcorcón               | SD                    | 3          | 0          | CR              | -               | -               | -                  | -                  | -                  | -           | -           | -           | 3      | 0      |
| 2015-2016             | Fuenlabrada            | SDB                   | 36         | 7          | -               | -               | -               | -                  | -                  | -                  | -           | -           | -           | 36     | 7      |
| 2016-2017             | Real Oviedo            | SD                    | 4          | 0          | CR              | 0               | 0               | -                  | -                  | -                  | -           | -           | -           | 4      | 0      |
| 2017-2018             | Atlético Madrid B      | SDB                   | 19         | 3          | -               | -               | -               | -                  | -                  | -                  | -           | -           | -           | 19     | 3      |
| 2018-2019             | Leonesa                | SDB                   | 29         | 4          | CR              | 4               | 0               | -                  | -                  | -                  | -           | -           | -           | 33     | 4      |
| 2019-2020             | Atlético Baleares      | SDB                   | 22         | 8          | CR              | 1               | 0               | -                  | -                  | -                  | -           | -           | -           | 23     | 8      |
| 2020-2021             | FC Goa                 | ISL                   | 21         | 6          | -               | -               | -               | ACL                | 5                  | 1                  | -           | -           | -           | 26     | 7      |
| 2021-2022             | FC Goa                 | ISL                   | 15         | 8          | -               | -               | -               | -                  | -                  | -                  | DC          | 1           | 1           | 16     | 9      |
| Totale Goa            | Totale Goa             | Totale Goa            | 36         | 14         |                 | 0               | 0               |                    | 5                  | 1                  |             | 1           | 1           | 42     | 16     |
| 2022                  | Shenzhen Xin Pengcheng | L1                    | 22         | 2          | CC              | 1               | 0               | -                  | -                  | -                  | -           | -           | -           | 23     | 2      |
| 2023                  | Shenzhen Xin Pengcheng | L1                    | 18         | 11         | -               | -               | -               | -                  | -                  | -                  | -           | -           | -           | 18     | 11     |
| 2024                  | Shenzhen Xin Pengcheng | CSL                   | 14         | 2          | CC              | 1               | 1               | -                  | -                  | -                  | -           | -           | -           | 15     | 3      |
| Totale Sichuan Jiuniu | Totale Sichuan Jiuniu  | Totale Sichuan Jiuniu | 54         | 15         |                 | 2               | 1               |                    | -                  | -                  |             | -           | -           | 56     | 16     |
| gen.-giu. 2025        | Mumbai City            | ISL                   | 8+1        | 0          | SC              | 3               | 0               | -                  | -                  | -                  | DC          | -           | -           | 12     | 0      |
| 2025-2026             | Mumbai City            | ISL                   | 0          | 0          | SC              | 0               | 0               | -                  | -                  | -                  | DC          | 0           | 0           | 0      | 0      |
| Totale Mumbai City    | Totale Mumbai City     | Totale Mumbai City    | 9          | 0          |                 | 3               | 0               |                    | -                  | -                  |             | 0           | 0           | 12     | 0      |
| Totale carriera       | Totale carriera        | Totale carriera       | 212        | 51         |                 | 10              | 1               |                    | 5                  | 1                  |             | 1           | 1           | 228    | 54     |

## Palmarès

### Club

#### Competizioni nazionali
- Durand Cup: 1

FC Goa: 2021
- League One: 1

Sichuan Jiuniu: 2023